# Barrage Julius Nyerere
Le barrage Julius Nyerere, anciennement barrage de Rufiji ou barrage de Stiegler's Gorge est un barrage hydroélectrique en construction sur le fleuve Rufiji, en Tanzanie. Avec une puissance installée de 2 115 MW, il sera à sa mise en service en 2022 l'un des plus importants d'Afrique. De par son coût très élevé et son fort impact environnemental, ce projet est extrêmement controversé.
Il est nommé en hommage à Julius Nyerere, président de la Tanzanie de 1964 à 1985.

## Localisation
Le barrage Julius Nyerere se situe dans l'est de la Tanzanie, à environ 300 km de Dodoma et 200 km de Dar es Salam, tout près de la frontière entre les régions de Morogoro et Pwani. Il sera construit sur le fleuve Rufiji, un des plus importants du pays, au lieu-dit de la Gorge de Stiegler, où le lit décrit un canyon d'une centaine de mètres de profondeur sur une longueur de 8 km,. Le débit annuel moyen y avoisine les 650 m3/s.
Le barrage lui-même ainsi que son futur lac de retenue se situent dans la Réserve de Sélous, vaste aire protégée de 45 000 km2 inscrite au patrimoine mondial mondial de l'UNESCO.

## Caractéristiques

### Barrage
Le barrage Julius Nyerere est un barrage-poids construit en béton compacté au rouleau (BCR). Il sera haut de 134 m et long de 700 m, pour un volume de 3,7 millions de m3,.
Il formera un lac de retenue sur une longueur de 100 kilomètres, pour une surface de 1 350 km2 et un volume d'eau de 34 km3,. Ces dimensions le placeront parmi les plus grands lacs artificiels du monde.
Il sera équipé d'un déversoir de crue d'une capacité de 14 000 m3/s.

### Installations hydroélectriques
La centrale hydroélectrique associée au barrage comportera 9 turbines Francis à axe vertical de 200 à 300 MW, pour une puissance installée totale de 2 115 MW. Le courant produit par les turbines sera transformé et injecté au réseau grâce à plusieurs transformateurs totalisant 2 470 MVA et une sous-station de 400 kV construite à proximité.
Sa puissance installée de 2 115 MW ferait du barrage de Rujifi le plus important d'Afrique s'il était construit en 2020, juste devant le haut barrage d'Assouan en Égypte (2 100 MW) et le barrage de Cahora Bassa au Mozambique (2 075 MW). À sa livraison, il devrait néanmoins se classer deuxième, loin derrière le barrage de la Renaissance en Éthiopie (6 450 MW), devant entrer en opération en 2022. Il sera toutefois, de très loin le plus puissant de Tanzanie.

## Objectifs
L'objectif principal du barrage Julius Nyerere est la production d'électricité, considérée par la Tanzanie comme un levier de développement économique. Secondairement, l'ouvrage permettra aussi de réguler les crues du fleuve en aval, et son réservoir pourrait être utilisé à des fins d'irrigation des cultures. Le porte-parole du gouvernement évoque enfin la possibilité d'un développement touristique autour du lac.
D'après les données de la Banque Mondiale, seuls 33% des Tanzaniens disposaient d'un accès à l'électricité en 2017, un niveau parmi les plus faibles du monde, et largement inférieur à la moyenne de l'Afrique Subsaharienne (45%). La puissance installée dans le pays était de 1,6 GW toutes sources confondues en 2018 (dont 41,7% en hydroélectrique et 57,5% en thermique fossile), et la production annuelle de 6 500 GWh. Cette faiblesse est source de pénuries de courant chroniques. Avec un apport estimé à 5 920 GWh/an, le barrage Julius Nyerere permettra de doubler la production électrique nationale. Il devrait être le principal contributeur à l'objectif du gouvernement d'atteindre 10 GW de puissance installée d'ici 2025.

## Financements
Le coût officiellement annoncé en 2020 pour l'ensemble du projet est de 3,6 milliards de dollars, financés sur fonds propres par la Tanzanie. Jusqu'en 2019, une somme inférieure, 2,9 milliards de dollars, était annoncée. Au début de l'année 2019, une première somme de 310 millions de dollars a été versée par l'État tanzanien à l'entreprise de construction pour permettre de démarrer les travaux du barrage,.
Toutefois, des doutes planent sur la crédibilité des chiffres officiels. Une étude de faisabilité conduite par Odebrecht en 2012 donnait un coût indicatif de 4,7 milliards de dollars, auxquels doivent être ajoutées les sommes, non évaluées, dédiées à la compensation sociale et environnementale des impacts du barrage. D'après une analyse du chercheur Joerg Hartmann, le coût de base du projet, réactualisé à la lumière de récents projets similaires, s'élèverait désormais à 7,6 milliards de dollars. De plus, des dépassements de coûts sont vraisemblablement à attendre par rapport à l'estimation initiale, pouvant porter le prix du barrage à 9,85 milliards de $ selon une "hypothèse conservatrice" de J. Hartmann,.
Le coût de revient de l'électricité produite, indicateur des prix de vente devant être pratiqués pour rentabiliser le projet, pourrait s'en trouver deux fois supérieur aux tarifs pratiqués actuellement,.

## Chronologie

### Construction
Le chantier a été attribué en novembre 2018 à un consortium de deux entreprises égyptiennes : Arab Contractors (en) pour les travaux de génie civil, et Elsewedy Technology (en) pour les équipements électro-mécaniques. Un contrat d'une durée de 5 ans a été signé en avril 2020 entre cette dernière et TANESCO (en), entreprise publique de production d'électricité promotrice du projet.
Les travaux préparatoires à la construction ont débuté en 2018. Ceux-ci incluent notamment la création des routes d'accès, le défrichement du site du chantier sur 11 hectares, et la construction des 3 000 logements provisoires pour les ouvriers. Il est également question de mettre en place l'accès à l'eau et à l'électricité, dont le chantier devrait consommer jusqu'à 30 MW. Ces travaux préliminaires étaient achevés à 80% en janvier 2019, l'accès à l'électricité étant effectif depuis l'automne 2018,. 230 garde-chasses ont dû être déployés sur le site pour protéger les travailleurs des animaux sauvages.
Les installations permanentes comprendront, en plus du barrage, 350 logements pour les futurs employés du site, ainsi que 25 km de routes de desserte interne.
Les travaux de construction du barrage ont été officiellement lancés le 26 juillet 2019, avec la cérémonie de pose de la première pierre par le président John Magufuli,. Le chantier devrait employer jusqu'à 12 000 personnes.
La dérivation du fleuve est intervenue le 18 novembre 2020, permettant le début de la construction du barrage en lui-même. Le 14 août 2021, il est annoncé que le chantier avait atteint 45% d'avancement. Au 23 août 2021, 685 000 m3 de béton compacté avaient été coulés sur l'ouvrage.

### Durée des travaux
D'après le ministre de l'énergie tanzanien, cité en 2019, les travaux devraient durer 36 mois, et le barrage entrer en service en 2022, date officielle qui semblait toujours d'actualité au début de l'année 2020,. Là encore, plusieurs observateurs soulignent que ce délai est largement irréaliste. Étant donné les délais de constructions habituels et les retards non moins classiques sur ce type de chantier, certains estiment que la livraison ne devrait pas intervenir avant 2025, plus probablement en 2027 d'après Joerg Hartmann. L'étude de faisabilité du barrage menée par Odebrecht au début des années 2010 avait conclu à une durée de construction de 9 ans au moins.